# Казімерувка (Мазовецьке воєводство)
Казімерувка (пол. Kazimierówka) — село в Польщі, у гміні Скаришев Радомського повіту Мазовецького воєводства.
Населення — 185 осіб (2011).
У 1975-1998 роках село належало до Радомського воєводства.

## Демографія
Демографічна структура станом на 31 березня 2011 року:
|          | Загалом | Допрацездатний вік | Працездатний вік | Постпрацездатний вік |
| -------- | ------- | ------------------ | ---------------- | -------------------- |
| Чоловіки | 91      | 25                 | 63               | 3                    |
| Жінки    | 94      | 25                 | 53               | 16                   |
| Разом    | 185     | 50                 | 116              | 19                   |